# Едуард Багдасарян
Едуард Оганесович Багдасарян (вірм. Էդուարդ Բաղդասարյան; 14 листопада 1922, Ерівань, Вірменська РСР, ЗСФРР — 5 листопада 1987, Єреван, Вірменська РСР, СРСР) — вірменський радянський композитор, педагог, заслужений діяч мистецтв Вірменської РСР (1963).

## Біографія
Середню освіту здобув у Тбілісі, закінчив у 1940 році. Одночасно навчався у десятирічній музичній школі. В 1941 році вступив в Тбіліську консерваторію, а в 1946 році переїхав до Єревана, де продовжив навчання в Єреванській державній консерваторії імені Комітаса, яку закінчив у 1950 році.
У 1951—1953 рр. навчався в Москві, в Будинку вірменської культури. Після повернення в Єреван викладав у консерваторії. У Музичному училищі імені Романоса Мелікяна був керівником класу творчості. Багато виступав як віртуозний піаніст, виконавець власної музики.
Є автором численних творів — прелюдії і соната для кларнета і фортепіано, рапсодії для скрипки та оркестру, 24 прелюдії для фортепіано, Танцювальна сюїта для двох фортепіано і т. д.
Автор музики до кількох спектаклів і фільмів: «Тжвжик» (1961), «Трикутник» і ін